# Orelle
Orelle es una comuna francesa situada en el departamento de Saboya, de la región de Auvernia-Ródano-Alpes. 

## Demografía
| 870 | 716 | 524 | 351 | 324 | 353 | 394 | 365 | 352 |
| Para los censos de 1962 a 1999 la población legal corresponde a la población sin duplicidades (Fuente: INSEE [Consultar]) |     |     |     |     |     |     |     |     |